# Wendell Gee
«Wendell Gee» és el setè senzill de la banda estatunidenca de rock alternatiu R.E.M., el tercer senzill del tercer àlbum d'estudi de la banda, Fables of the Reconstruction. Es va publicar el setembre de 1985 exclusivament per Europa en els formats de 7" i 12", dins el segell I.R.S. Records.
La música de la cançó va ser composta gairebé sencera per Mike Mills, només Michael Stipe va aportar les lletres i la veu. A Peter Buck no li va agradar la cançó des de que es va enregistrar, i es va incloure a l'àlbum a última hora. Wendell Gee era el nom d'una persona real de Gainesville, que va morir l'any 1995 amb 69 anys.

## Llista de cançons
Totes les cançons foren escrites i compostes per Bill Berry, Peter Buck, Mike Mills, i Michael Stipe. 
| 1.            | «Wendell Gee» |               | 3:02 |
| 2.            | «Crazy»       | Pylon         | 3:05 |
| Durada total: | Durada total: | Durada total: | 6:07 |

| 1.            | «Wendell Gee»  |               | 3:02  |
| 2.            | «Crazy»        | Pylon         | 3:05  |
| 3.            | «Ages of You»  |               | 3:44  |
| 4.            | «Burning Down» |               | 4:13  |
| Durada total: | Durada total:  | Durada total: | 14:04 |

| 1.            | «Wendell Gee»                                                     |               | 3:02 |
| 2.            | «Crazy»                                                           | Pylon         | 3:05 |
| 3.            | «Driver 8» (directe al Music Hall de Seattle, 27 de juny de 1984) |               | 3:30 |
| Durada total: | Durada total:                                                     | Durada total: | 9:37 |